# Flag football
Il flag football è uno sport di squadra molto simile al football americano del quale utilizza la stessa palla (ufficiale).
La differenza rilevante è determinata dall'assenza del contatto fisico in quanto l'avversario non viene fermato tramite il placcaggio, bensì prendendo una bandierina (flag appunto) che è attaccata alla cintura, determinando così l'interruzione dell'azione. Le bandierine sono collegate a delle apposite cinture, che possono essere di due diversi tipi: "Triple Threat" o "Sonic"
Esistono delle tecniche per attaccare gli avversari: Fly, Blind, post, Hook, In, Out, Reverse, Bubble...
Esistono anche delle tecniche di difesa: marcatura a uomo con blitzer, difesa a zona, difesa a zona 2-3, marcatura a uomo senza blitzer, il cui ruolo cambia a marcatore di tutta la zona posteriore del campo nel caso di lanci lunghi o corse
Il flag football farà il suo debutto come disciplina olimpica a Los Angeles 2028.

## Il Flag football diverso
Dal momento che esistono diverse organizzazioni che regolamentano il gioco, questo si è evoluto in molte varianti: a 9, 8, 7, 5 o 4 giocatori; con o senza calci e punt; con o senza conversioni dopo il touchdown (ne esistono versioni con conversioni da 1, 2, e 3 punti); la misura del campo può variare dalla misura CFL a quella NFL (120×531⁄3 iarde), a un terzo di quelle misure.
Un'importante distinzione va fatta tra la versione in cui i linemen possono ricevere i passaggi ("Eligible Linemen") e quella in cui, come nel regolamento CFL/NFL, non li possono ricevere ("Ineligible Linemen"). Il flag (e il touch) football può anche essere diviso in versioni "con contatto" o "senza contatto", a seconda che i blocchi siano permessi o meno; quando sono permessi, i blocchi sono in genere limitati al busto.
Nel flag football senza contatto non ci sono blocchi, di solito non ci sono linemen, e se i linemen ci sono non possono usare le mani per bloccare l'avversario. I difensori non possono ostacolare un portatore di palla, possono solo tentare di togliergli una flag senza bloccargli la strada. Gli attaccanti non possono bloccare con la mano i difensori per evitare il deflag.
Nel flag football con contatto le regole precedenti non si applicano. Ci sono linemen che bloccano solo nell'area del busto e non sono ammessi i blocchi sotto la cintura. I difensori possono ostacolare la corsa del portatore di palla per tentare il deflag.

### Regolamento in Italia
L'equipaggiamento di ogni atleta consiste in una cintura con due bandierine, pantaloncini il più possibile aderenti alle gambe ed una maglietta da gioco che non può, per regolamento, coprire la cintura. Il gioco si svolge fra due squadre di cinque giocatori ciascuna, composte da: un quarterback (QB o lanciatore) un centro (C) e tre fra ricevitori (WR) e runningback (RB), per l'attacco. La difesa è più variabile, generalmente ci sono 2 cornerbacks (CB), 1 safety ed 1 linebacker (LB), oltre ad un blitzer.
Il campo è lungo circa 70 iarde, comprese le zone di meta, e largo circa 25 iarde.
La partita dura 40 minuti ed è divisa in due tempi da 20 minuti ciascuno. Qualsiasi azione di gioco si ferma quando al portatore di pallone viene tolta almeno una bandierina (deflag).
Ai fini del posizionamento della palla sul campo da gioco, vale il massimo avanzamento del pallone.
Ogni squadra, partendo dalle proprie 5 iarde, ha a disposizione quattro tentativi (down) per superare almeno la metà campo; e successivamente altri quattro per raggiungere la zona di meta (end-zone). Ogni meta (TD) vale sei punti. Dopo che una squadra ha segnato un TD può incrementare il suo punteggio con un ulteriore tentativo da 5 iarde, oppure con uno da 10; la trasformazione vale un punto nel primo caso, due nel secondo. Un'altra maniera per incrementare il proprio punteggio sono le safety, ovvero togliere la bandierina (deflag) ad un giocatore dell'attacco all'interno della sua area di meta (end-zone) prima che ne possa uscire o avvenga il lancio del pallone; in questo caso vengono assegnati 2 punti alla squadra che ha effettuato il deflag.

## Diffusione

### Internazionale
Esistono diverse organizzazioni a livello continentale e mondiale che si occupano di flag football.
L'International Flag Football Festival (IFFF) organizza la Coppa del mondo di flag football con squadre provenienti dagli Stati Uniti, dal Messico e da diverse altre nazioni.
La IFAF organizza il campionato mondiale ogni due anni dal 2002; la IFAF Europe organizza il campionato europeo ogni due anni dal 2003 (fino al 2014 la EFAF). Nel 2014 il flag football (nella sua versione da spiaggia) è entrato per la prima volta nel programma degli Asian beach games e dal 2015 si gioca il campionato asiatico.
L'IWFFA organizza tornei di flag football con contatto in tutto il mondo con partecipanti dagli Stati Uniti, dal Canada, dal Messico, dalla Svezia, dalla Norvegia, dalla Finlandia, dalla Danimarca e da diverse altre nazioni. L'IWFFA è la più grande organizzazione per donne e ragazze nello sport del flag football. Il principale torneo, il Kelly McGillis Classic, si tiene nel mese di febbraio a Key West, Florida; vi partecipano oltre 90 squadre femminili che giocano flag football con contatto a 9 giocatrici.

### Nord America
La United States Flag and Touch Football League (USFTL) coordina diverse organizzazioni più piccole in tutti gli Stati Uniti. Questa lega, con sede in Ohio, supporta molte squadre da stati del Mid Atlantic, del Nordest, e del Midwest.
La NFL ha il proprio Campionato Mondiale Giovanile per ragazzi fra i 12 e i 14 anni, giocato in diverse nazioni del mondo (5 contro 5, senza contatto; lo giocano 10 nazioni). In precedenza questo torneo è stato giocato a Pechino, Colonia, Città del Messico, Tokyo, Toronto, e Vancouver. Molte università in tutto il continente hanno divisioni e leghe di flag football.

### Europa

#### Nel Regno Unito
Il torneo di flag football nel Regno Unito è organizzato dalle BAFA Community Leagues. A livello senior nel 2011, è giocato da quindici squadre divise in due conference regionali, Nord (Scozia), e Sud (Inghilterra e Galles) con le migliori squadre che si qualificano ai playoff alla fine della stagione. La lega organizza anche squadre che competono a livello giovanile e cadetto. Le partite di flag football nel Regno Unito sono giocate a 5 giocatori senza contatto, e seguono il regolamento IFAF con piccole variazioni minori.
Il torneo della BAFA riservato alle donne è il campionato nazionale europeo che conta più formazioni iscritte (15 attualmente)

#### In Italia
Il flag football è praticato in Italia sia a livello giovanile sia a livello senior.
I campionati italiani giovanili si dividono in tre categorie (Under 13, 15 e 17) sono organizzati direttamente dalla federazione italiana di american football (FIDAF), vi hanno partecipato nel 2017 complessivamente 60 squadre.
Il campionato di flag football femminile (F3) è organizzato direttamente dalla FIDAF ed esiste dal 2012, conta 12 squadre partecipanti.
In Sicilia esiste un campionato regionale di 7 squadre a cui partecipa anche una formazione maltese (torneo misto, possono giocare insieme uomini e donne). Questo campionato si svolge sempre sotto egida dalla FIDAF.
Il campionato italiano di flag football senior (misto, possono giocare insieme uomini e donne) è stato organizzato fino alla fine del 2006 dalla AFP, coordinando 22 squadre; dal 2007 esiste una Lega propria denominata LIFF che tramite il Commissioner ed i suoi consiglieri organizza e supervisiona il campionato giocato nel 2017 da 25 formazioni.

### Asia
In Corea del Sud, il principale torneo è il Torneo Nazionale di Flag Football organizzato dalla Korean Flag Football Federation (KFFF), composto da 20 squadre.